# Tanaecia vinaya
Tanaecia vinaya är en fjärilsart som beskrevs av Hans Fruhstorfer 1913. Tanaecia vinaya ingår i släktet Tanaecia och familjen praktfjärilar. Inga underarter finns listade i Catalogue of Life.